# Lophocampa argentata
Lophocampa argentata là một loài bướm đêm thuộc phân họ Arctiinae, họ Erebidae.